# Nephrotoma geminata
Nephrotoma geminata is een tweevleugelige uit de familie langpootmuggen (Tipulidae). De soort komt voor in het Palearctisch gebied.